# Kumaka (Barima-Waini)
Kumaka es una localidad de Guyana en la región de Barima-Waini ubicada a 12 km de la costa atlántica.
Forma parte del Consejo vecinal democrático 101, junto a Mabaruma y Hosororo. 

## Demografía
Según censo de población 2002 contaba con 916 habitantes. La estimación 2010 refiere a 1128 habitantes.
Población económicamente activa
| Dato      | Funcionarios | Profesionales y técnicos | Clero | Comercio y Servicios | Act. agrícolas | Act. industriales | Ocup. elementales | S/D | Total |
| --------- | ------------ | ------------------------ | ----- | -------------------- | -------------- | ----------------- | ----------------- | --- | ----- |
| Población | 2            | 7                        | 1     | 21                   | 24             | 6                 | 59                | 116 | 234   |